# Округ Карлајл (Кентаки)
Округ Карлајл (енгл. Carlisle County) је округ у америчкој савезној држави Кентаки.

## Демографија
По попису из 2010. године број становника је 5.104, што је 247 (-4,6%) становника мање него 2000. године.
| Група             | 2000.         | 2010.         |
| Белци             | 5.204 (97,3%) | 4.906 (96,1%) |
| Афроамериканци    | 51 (1,0%)     | 39 (0,8%)     |
| Азијати           | 4 (0,1%)      | 14 (0,3%)     |
| Хиспаноамериканци | 44 (0,8%)     | 83 (1,6%)     |
| Укупно            | 5.351         | 5.104         |